# Леопольд Ендель-Рагіс
Леопольд Марцін Ендель-Рагіс (пол. Leopold Marcin Endel-Ragis; 11 листопада 1894, Жовква — 19 лютого 1943, Варшава) — польський офіцер, полковник.

## Біографія
Син Миколая Ендель-Рагіса та Ксавери, уродженої Фаленцької. Він навчався у вчительській семінарії у Львові. Там він закінчив середню школу та був членом організації «Стшельц». У 1911 році він закінчив нижчий курс (школу сержантів), а через рік — вищий курс (офіцерську школу). Він був одним із 66 студентів вищого курсу, яким Юзеф Пілсудський вручив офіцерський знак «Парасоль».
Під час Першої світової війни він служив у Польських легіонах (8 серпня 1914 — 13 жовтня 1917). Він був лейтенантом у 5-му піхотному полку легіонів. Після кризи присяги його призвали до Імператорської та Королівської армії (15 жовтня 1917 – 10 травня 1918). Незважаючи на офіцерське звання, австрійці направили його на офіцерські курси. 1 листопада 1918 року він став командиром 4-го дистрикту Польської військової організації (ПВО) у Пйотркуві.
20 листопада 1918 року, на чолі підрозділу з 500 осіб, що складався з членів 4-го дистрикту ПВО), він підпорядкував себе командиру піхотного полку Пйотркувського округу, полковнику Яну Ржандковському. Через два дні він прийняв командування 2-м батальйоном, до складу якого входили військовополонені. Він брав участь у війні проти більшовиків з полком (10 грудня перейменованим на 26-й піхотний полк). Він відзначився під час наступу на Ковель.
У 1921 році він закінчив інформаційний курс для старших командирів у Варшаві, а з 1922 по 1924 рік відвідував 3-й нормальний курс у Вищій військовій школі у Варшаві. Він служив старшим інструктором у школі. 1 жовтня 1924 року, після завершення курсу та отримання звання офіцера Генерального штабу, його було призначено до 3-го відділу Генерального штабу Війська Польського. У 1924 році, під час служби у Третьому відділі Генерального штабу Війська Польського, він підпорядковувався полковнику Генерального штабу Францішеку Владу та залишався надлишковим офіцером у 26-му піхотному полку.
1 грудня 1924 року президент Республіки Польща Станіслав Войцеховський, за клопотанням міністра військових справ дивізійного генерала Владислава Сікорського, підвищив його до звання підполковника зі старшинством, що діє з 15 серпня 1924 року, та присвоїв йому 56-те звання в офіцерському корпусі піхоти.

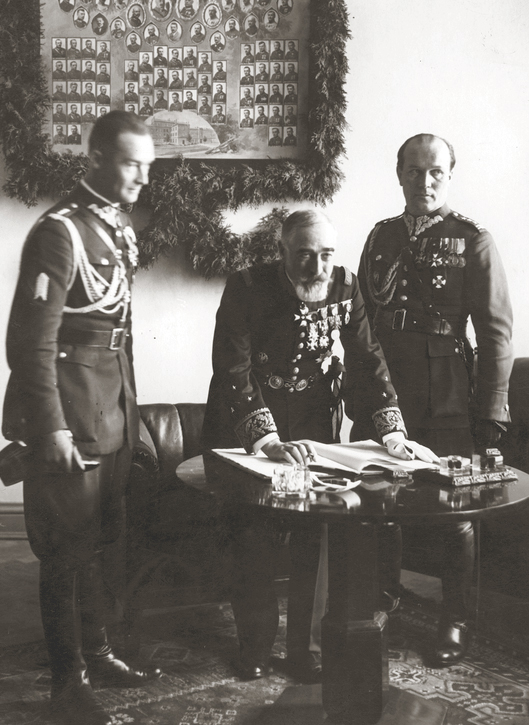
Зліва направо: полковник Юзеф Якліч, генерал Луї Форі і полковник Ендель-Рагіс.

13 вересня 1925 року його було переведено до 7-ї піхотної дивізії в Ченстохові на посаду начальника штабу. 31 березня 1927 року було оголошено про його переведення до 8-го піхотного полку легіонів у Любліні на посаду командира полку. 24 грудня 1929 року президент Республіки Польща Ігнацій Мосцицький підвищив його до полковника зі старшинством з 1 січня 1930 року та 12-м рангом у піхотному офіцерському корпусі. 1 грудня 1930 року його було переведено до командування корпусного округу № II у Любліні на посаду начальника штабу. У грудні 1934 року його було призначено командиром піхоти 9-ї піхотної дивізії в Седльці. У березні 1939 року його було призначено командиром 22-ї гірської піхотної дивізії в Перемишлі. Він замінив бригадного генерала Мечислава Боруту-Спеховича, який став командиром оперативної групи «Бельско» в складі армії «Краків».
Після початку Польської кампанії, згідно з планами Головнокомандувача, 22-га гірсько-піхотна дивізія мала бути виділена як резерв до армії «Лодзь» дивізійного генерала Юліуша Руммеля . Однак, через затримки, пізню мобілізацію та постійні бомбардування залізничних колій, транспорти дивізії так і не досягли місця призначення.
Через катастрофічну ситуацію в районі Ченстохови та запити бригадного генерала Антонія Шиллінга про резерви, командувач армії «Краків» маршал Едвард Ридз-Сміглий 1 вересня надав дивізію, яка все ще перебувала в районі Сандомира, у своє розпорядження. Її було повернуто назад і направлено експрес-транспортами через Краків, а нарешті вивантажено в ніч з 2 на 3 вересня в районі Олькуша. До цього по батальйону з 5-го та 6-го Підгальських стрілецьких полків було виділено та призначено до 156-го піхотного полку як його 2-й та 3-й батальйони зі складу демобілізованої 45-ї резервної піхотної дивізії. Вся дивізія (за винятком двох батальйонів з 5-го та 6-го полків) під командуванням полковника Ендель-Рагіса розгорнулася в обороні навколо Олькуша, очікуючи на частини оперативної групи «Шльонск» бригадного генерала Яна Ягміна-Садовського та німецькі частини 8-го армійського корпусу. З моменту переходу підрозділів фортечної групи «Катовіце» з оперативної групи «Шльонск» дивізія була найпівнічнішим великим підрозділом  армії «Карків» (не рахуючи Краківської кавалерійської бригади, яку невдовзі було відкликано для захисту флангу та мостів через Віслу в Баранув-Сандомерському). У важких боях, що затягували атаку, в яких 22-га дивізія зазнавала зростаючих втрат, полковник Ендель-Рагіс та його частини досягли Сташова, де шлях відступу був перекритий розвідувальним ескадроном 7-го армійського корпусу, посиленою моторизованим інженерним батальйоном та танками 5-ї танкової дивізії. Бажаючи розгромити німців, які постійно загрожували його флангу, Ендель-Рагіс нарешті отримав можливість здійснити свої плани та, після неодноразових прохань, переконав командувача армії «Краків» дозволити атаку, але лише частиною дивізії. Полковник Ендель-Рагіс, маючи пораженське ставлення до ситуації, розділив штаб своєї дивізії та призначив окремі групи до конкретних завдань (сам він опинився з 5-м полком) та віддав безуспішний наказ про прорив. Дивізія у дуже важкому нічному бою відбила німецький обстріл, знищивши багато ворожої техніки та взявши в полон багато полонених, але зазнала дуже великих втрат і, практично без командира, розвалилася (9/10 IX полковник Рагіс, бачачи локальну поразку 5-го полку та думаючи, що це частина повної поразки його дивізії, намагався покінчити життя самогубством, застрелившись з пістолета). 6-й Підгальський стрілецький полк підполковника Добжанського, дуже знекровлений, зумів прорвати лінію фронту і після подальшого відступу з'єднався з частинами Північного фронту за Віслою, тоді як 2-й Підгальський стрілецький полк полковника Шляшевського, під вмілим командуванням (його супроводжував начальник штабу дивізії), прорвався до власних сил з оперативної групи «Шльонск», зібравши по дорозі багатьох вцілілих з 5-го та 6-го полків. Решта дивізії (5-й піхотний полк, дивізійні частини та більша частина артилерії) були знищені підрозділами 5-ї танкової дивізії, відправленими на допомогу блокуючим силам. Незважаючи на важке вогнепальне поранення в голову, полковника Енделя-Рагіса врятували медики з його дивізії, і згодом йому вдалося одужати під наглядом німецьких лікарів.
Під час німецької окупації, з жовтня 1939 року, він служив офіцером Польської служби перемоги. З грудня 1941 року він служив інспектором Головного штабу Союзу збройної боротьби, потім — Армії Крайової.

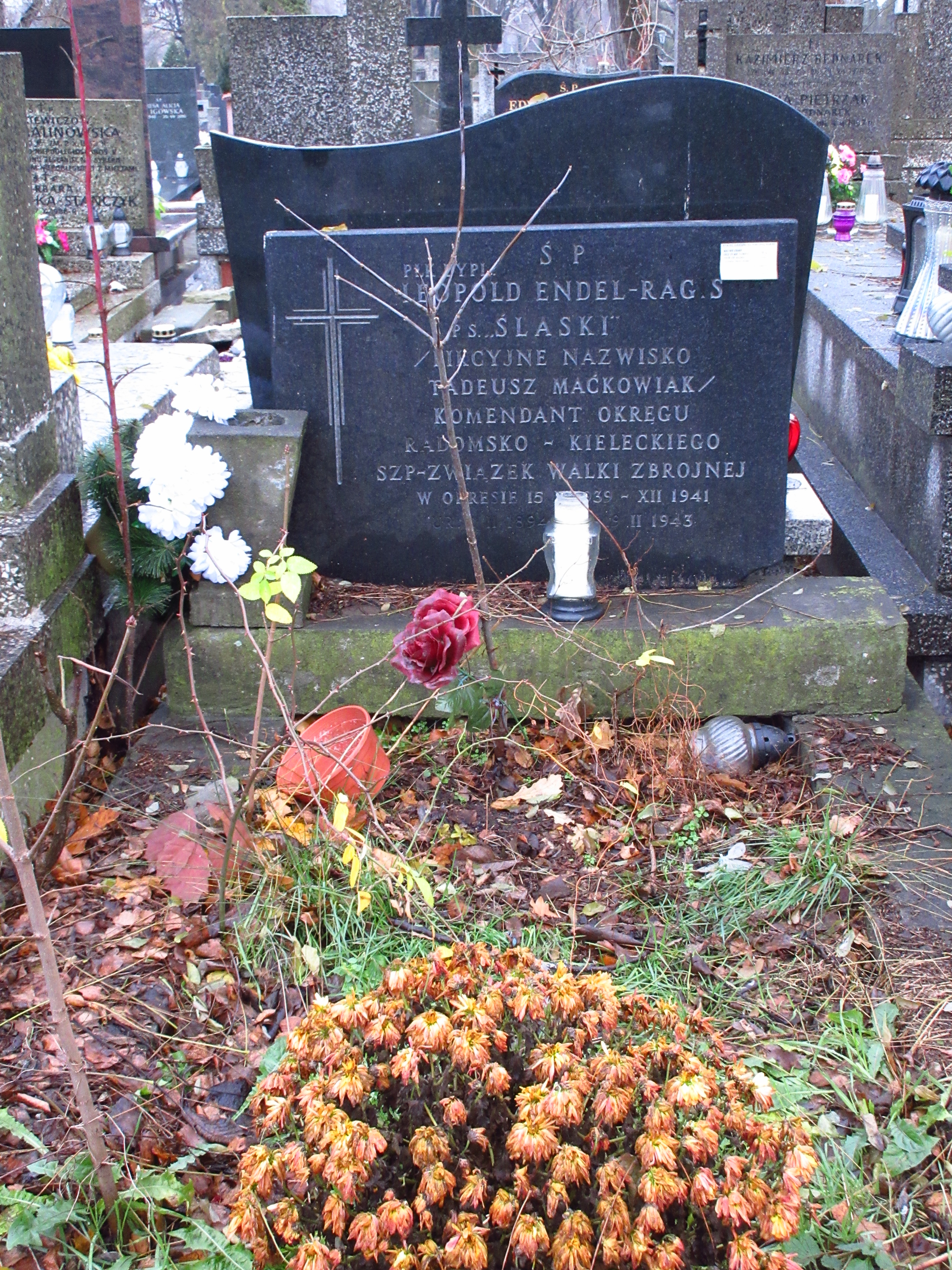
Могила Енделя-Рагіса.

Похований на Бруднівському цвинтарі у Варшаві (ділянка 35K-3-31).

## Нагороди
- Офіцерський знак «Парасоль»
- Virtuti Militari, срібний хрест (28 лютого 1921)
- Золотий хрест Заслуги (16 березня 1928)
- Орден Відродження Польщі, офіцерський хрест (10 листопада 1928)
- Хрест Незалежності (20 січня 1931)
- Хрест Хоробрих — нагороджений тричі.
- Пам'ятна медаль учаснику війни 1918-1921 років
- Медаль «Десятиліття здобутої незалежності»
- Знак Генерального штабу